# Пета авенија
Пета авенија је значајна улица у центру њујоршког округа Менхетн. Део Пете авеније између 34. и 59. улице представља једну од најпознатијих улица за куповину у целом свету.

## O познатој улици
Пета авенија је симбол богатог Њујорка и непрестано се проглашава за једну од најскупљих улица на свету. Почевши од средине деведесетих година двадесетог века, предео између 49. и 57. улице, неколико година је био познат по највећој цени пословног простора на свету. Пета авенија почиње од Вашингтон сквер парка у Гривнич вилиџу и кроз средиште Мидтауна се креће ка северу, уз источни део Сентрал парка, где чини границу Горње источне стране. Авенија се наставља кроз Харлем, где се завршава код реке Харлем и 142. улице. Пета авенија дели улице на Менхетну на источне и западне, нпр. источно од ове авеније почиње Источна 59. улица, а западно од ње - Западна 59. улица. Један део пете авеније, од 82. улице до 105. улице, носи назив Музејска миља због великог броја музеја који су концетрисани на овом потезу.

### Музеј
Љубитељи музеја посетиће Њујорк Арт Музеј на петој авенији, америчку верзију Мадам Тисо-а, као и многа друга здања.

### Радње познатих дизајнера
Још једна позната улица у Америци, Пета авенија је главна улица у Њујорку када је реч о шопингу и овде ћете наћи радње свих познатих светских дизајнера. Картије, Тифани, Брегдорф-Гудман, Епл и Сакс, као и још многи други брендови, имају своја представништва на овој авенији.

## Занимљивост
Крајем 19. века Горња Пета авенија је била заштитни знак њујоршке аристократије и друштвене елите, а то се није променило ни до данас. Имиџ Пете авеније као улице њујоршких милионера још опстаје и она је дом најлуксузнијих зграда Велике јабуке. Заправо је тешко наћи скупљу улицу од Пете авеније у којој готово ниједна некретнина нема цену нижу од 70 милиона долара.